# D’Huison-Longueville
D’Huison-Longueville település Franciaországban, Essonne megyében. Lakosainak száma 1532 fő (2022. január 1.). D’Huison-Longueville Cerny, Boissy-le-Cutté, Bouville, La Ferté-Alais, Guigneville-sur-Essonne, Orveau és Vayres-sur-Essonne községekkel határos.

## Népesség
A település népességének változása:
| Lakosok száma | 1471 | 1500 | 1539 | 1508 | 1502 | 1495 | 1509 | 1514 | 1532 |
|               | 2013 | 2015 | 2016 | 2017 | 2018 | 2019 | 2020 | 2021 | 2022 |